# 龙塔隆
龙塔隆（法語：Rontalon，法語發音：[ʁɔ̃talɔ̃]）是法国罗讷省的一个市镇，属于里昂区。

## 地理
龙塔隆（45°39'37"N, 4°37'55"E）面积12.67 平方千米，位于法国奥弗涅-罗讷-阿尔卑斯大区罗讷省，该省份为法国中东部省份，北起顺时针与索恩-卢瓦尔省、安省、里昂大都会、伊泽尔省和卢瓦尔省接壤。
与龙塔隆接壤的市镇（或旧市镇、城区）包括：蒂兰、绍桑、雅雷地区苏雪、圣安德烈拉科特。

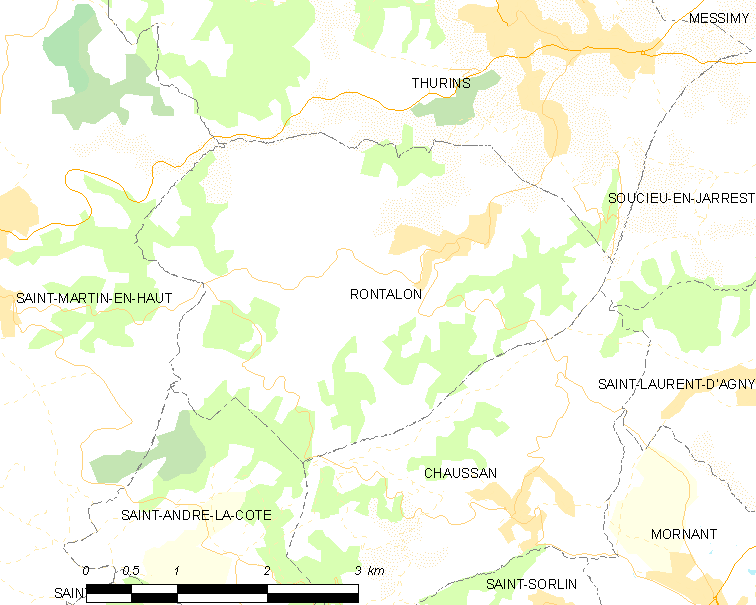
龙塔隆的OSM定位图

龙塔隆的时区为UTC+01:00、UTC+02:00（夏令时）。

## 行政
龙塔隆的邮政编码为69510，INSEE市镇编码为69170。

## 政治
龙塔隆所属的省级选区为沃涅赖县。

## 人口

1962-2008年间龙塔隆人口变化图示

龙塔隆于2022年1月1日时的人口数量为1167人。